# Dietrich Schuchardt
Dietrich Schuchardt (* 14. Februar 1945 in Bergen auf Rügen) ist ein moderner Maler, der dem Surrealismus zugerechnet wird.
Seine Mutter war vor der Sowjetischen Armee aus Hinterpommern geflohen und im Krankenhaus von Bergen auf Rügen untergekommen. Das Krankenhauspersonal riet der Mutter das Kind zurückzulassen und weiter zu fliehen, weil das Neugeborene in dem sehr harten Winter sonst keine Überlebenschance hat. Die Mutter lehnte dies ab und Dietrich Schuchardt überlebte.
Die Familie lebte erst in Erfurt und zog dann bald nach Offenburg in Baden-Württemberg um. Hier besuchte Dietrich Schuchardt das Gymnasium. Drei Jahre lang machte er eine Lehre als Grafikdesigner. Danach diente er zwischen 1965 und 1966 für 18 Monate in der Marine.
1966 begann Schuchardt eine Ausbildung als Kunstlehrer und gab ab 1969 Kunstunterricht. Neben seiner Lehrtätigkeit war er seitdem ein sehr produktiver Künstler. Als seine Vorbilder sieht er Albrecht Dürer, Salvador Dalí, Joachim Patinir und Max Ernst an.
Schuchardts Werke sind von der Natur inspiriert, die er auf seinen vielen Reisen erlebte, insbesondere von den Kreidefelsen Rügens und der Natur des Schwarzwalds, die sich mit der Natur des Menschen verbinden. Das Geheimnis des Entstehens und Vergehens, die Sinne und die Techniken des Menschen sind Teil seiner Themen.
Seine Maltechnik umfasst Zeichnungen und Gouachen sowie mit Aquarellfarben handkolorierte Kupferstiche. Dabei arbeitet er mit hohem Zeitaufwand in altmeisterlicher Genauigkeit.
Dietrich Schuchardt ist weithin als bedeutender Vertreter der Gegenwart des Surrealismus anerkannt, was auch seine weit über 100 Einzelausstellungen belegen.
(Quelle: Gallery of Surrealism)